# العيال كبرت (مسرحية)
العيال كبرت هي مسرحية كوميدية مصرية عُرضت سنة 1979، من إخراج سمير العصفوري، وتأليف سمير خفاجي وبهجت قمر.

## بطولة
- سعيد صالح : (سلطان) الابن الأكبر وفاشل دراسياً.
- أحمد زكي : (كمال) الابن المتفوق في دراسته الجامعية، ولكنه - رغم عدم رضى والده - يريد الزواج من جارتهم محاسن المخدوع بها، وهي امرأة غير نزيهة ومتزوجة 3 مرات ولديها 4 أطفال.
- يونس شلبي : (عاطف) الابن البليد والسمين، يعيش قصة حب مزعومة مع سعاد حسني.
- نادية شكري / مشيرة إسماعيل : (سحر) الابنة التي تحلم بالشهرة والمال عن طريق الرقص.
- حسن مصطفى (الأب رمضان السكري) يسعى للزواج من شابة وترك المنزل .
- كريمة مختار : (الأم زينب جاد الله) شديدة الطيبة لحد السذاجة وكل اهتمامها بتدابير المنزل.

## القصة
يكتشف «كمال» عن طريق الصدفة رسالة غرامية في حقيبة والده «رمضان السكري» يعلم فيها عن نيته الزواج بامرأة أخرى غير والدته وعزمه على الطلاق من والدته فيقرر هو وأخوته الاجتماع للبحث في الأسباب التي دعت والدهم إلى ذلك وإبعاده عن هذه الفكرة دون مواجهته بالحقيقة ودون علم والدتهم.
يعملون جاهدين من أجل ذلك بطرق ظريفة ومسلية منها محاولة إظهار أن عاطف تم اختطافه حتى لا يترك والدهم البيت. وفي إطار ذلك يتخلص كل منهم من العيوب التي يظن أنها السبب في هجر والدهم البيت.
وفي النهاية لا يتزوج والدهم على أمهم.

## النهاية وتغير أفكار الشخصيات
رمضان السكرى : يرجع عن فكرته بترك الأسرة والزواج بأخرى ويبقى مع عائلته.
زينب تبدأ بالاهتمام أكثر بزوجها رمضان.
سحر : كانت تفكر في العمل بالرقص الشرقي واللهو مع الزبائن فنبذت الفكرة، واقتربت أكثر من والدها.
كمال: ألغى فكرة الارتباط بمحاسن بعد أن بين له أخوه سلطان حقيقة أخلاقها وبعد أن قام والده بفضحها في المنطقة، فنبذ الفكرة وقرر الزواج بالفتاة التي رشحها له والده.
سلطان : يقرر أن يترك حياة اللهو والتسكع والرسوب وأن يتفرغ للحصول على شهادته وأن يأخذ الحياة أكثر جدية.
عاطف : الطفل الأصغر يبدأ في التركيز على دراسته وينبذ حبه الخيالى للممثلة سعاد حسني.
هوامش :
- شخصية الأم (زينب) مع بداية عروض المسرحية كانت تؤديه الفنانة نبيلة السيد[1] والتي استمرت في تقديمه لمدة  3 سنوات، ثم اعتذرت عن تكملة المسرحية لتحل محلها الفنانة كريمة مختار، وتم تسجيل المسرحية ببطولتها.

- طوال عروض المسرحية كانت الفنانة مشيرة إسماعيل هي من يقوم بدور سحر، لكن في يوم التصوير التلفزيوني كانت في سفر للتصوير في دبي مسلسل الحفيد فاستعان المخرج بالفنانة نادية شكري لكي تقوم بالدور.